# Trillium petiolatum
Trillium petiolatum är en nysrotsväxtart som beskrevs av Frederick Traugott Pursh. Trillium petiolatum ingår i släktet treblad, och familjen nysrotsväxter. Inga underarter finns listade.